# Запорожець Костянтин Леонідович
Костянти́н Леоні́дович Запоро́жець (1 липня 1973 — 28 червня 2003) — молодший лейтенант міліції (посмертно).

## Життєпис
Закінчив у Кремінній ЗОШ № 2.
Міліціонер-кінолог, група затримання Рубіжанського відділу охорони, Управління ДСО.
Уночі на 28 червня 2003 року спрацювала тривожна кнопка централізованої охорони ВДСО при Рубіжанському міськвідділі УМВС — йшов сигнал з кафе-бару Стара Краснянка Кремінського району. На виклик рушила група затримання, старший наряду — Костянтин Запорожець.
Бар був зачинений, одначе декілька відвідувачів ще продовжували сидіти за столиками та слухали музику. Через певний час двоє зловмисників у масках під загрозою застосування вогнепальної зброї змусили всіх лягти на підлогу й почали вимагати гроші і коштовності. Одній із співробітниць вдалося натиснути на кнопку сигналізації, за кілька хвилин у барі почули гуркіт автівки. Зловмисники намагалися втекти, та їм завадив працівник міліції. Куля з обріза мисливської рушниці влучила Констянтину у голову, старшина міліції помер на місці, його товариші затримали злочинців.
Без Костянтина лишились дружина Оксана, донька Анастасія.

## Нагороди та вшанування
- відзнака МВС України «Хрест слави» (посмертно).
- 6 травня 2015-го в Кремінній відкрито меморіальну дошку Костянтину Запорожцю
- керівництво міста Кремінна ухвалило рішення про перейменування провулка Інтернаціонального у провулок імені Костянтина Запорожця.